# Szczecinki tarczkowe

Tułów muchówki z nadrodziny Muscoidea w widoku grzbietowym: szczecinki tarczkowe oznaczone psct

Szczecinki tarczkowe (łac. chaetae scutellares) – rodzaj szczecinek występujący na tułowiu muchówek.
Wyróżnia się następujące typy szczecinek rosnących na tarczce:
- Szczecinki tarczkowe szczytowe (chaetae scutellares apicales) – osadzone są w końcowej części tarczki i często krzyżują się wierzchołkami[1].
- Szczecinki tarczkowe brzeżne (chaetae scutellares marginales) – osadzone są na bocznych krawędziach tarczki[1].
- Szczecinki tarczkowe środkowe (chaetae scutellares discales) – osadzone są na górnej powierzchni tarczki. Mogą występować w większej ilości szeregów. Określane są wówczas jako tylne, środkowe i przednie[1].